# V WO Makiwka
V WO Makiwka – okręg wojskowy (WO) Ukraińskiej Powstańczej Armii nr 5, wchodzący w skład Grupy Operacyjnej UPA-Zachód.
Okręg obejmował teren obwodu drohobyckiego. W 1945 roku został włączony do okręgu IV WO Howerlia. Dowódcami byli kolejno Bohdan Wilszynśkyj „Oreł” oraz Iwan Bełejłowycz „Dzwinczuk”.

## Jednostki
Na terenie obwodu powstały lub walczyły jednostki:
- kureń „Lwy”
- kureń „Buława”
- kureń „Zubry”
- kureń „Letuny” (dowódca „Letun”)
- kureń „Żurawli”
- kureń „Bojky” (im. Chmielnickiego, dowódca „Hruzyn”)
- kureń „Basejn” (dowódca „Tarasko”)